# Canzoni ed appunti
 Canzoni ed appunti, pubblicato nel 1982, è il primo e unico album da cantautore di Marco Luberti.

## Tracce
1. Ma guarda la vita che fa
2. Non mi tolgo dalle scarpe il fango
3. Quando noi ci lasceremo
4. È per questo che vivrò
5. Eleonora
6. Veleno
7. Alla deriva
8. Ho già visto
9. Se non ti conoscessi
10. Torna il poeta
11. Rimpianto

- Musica e Parole: Marco Luberti

## Formazione
- Marco Luberti - voce
- Luciano Ciccaglioni - chitarra
- Derek Wilson - batteria, percussioni
- Claudio Gizzi - tastiera, pianoforte
- Piero Montanari - basso
- Enrico Fusco - cori